# Islandia en los Juegos Europeos de Cracovia 2023
Islandia participó en los Juegos Europeos de Cracovia 2023 con un equipo de 38 deportistas. Responsable del equipo nacional fue la Asociación Deportiva y Olímpica de Islandia. El equipo de Islandia no obtuvo ninguna medalla en estos Juegos.